# Zámečnická (Praha)
Zámečnická je ulice v Hloubětíně na Praze 14, která spojuje ulici Zelenečskou a Mochovskou. Má přibližný severojižní průběh. Nazvána je podle profese strojního zámečníka, který se zabývá obráběním kovů.
Ulice je součástí sídliště Hloubětín, vznikla a byla pojmenována v roce 1962. Název patří do stejné skupiny jako Slévačská, Nástrojářská a Soustružnická.
Západní stranu tvoří dva k ulici kolmo postavené šestipodlažní domy s pěti vchody, východní stranu tvoří víceúčelové hřiště ZŠ Tolerance. Ulice je v celém profilu jednosměrná.

## Galerie

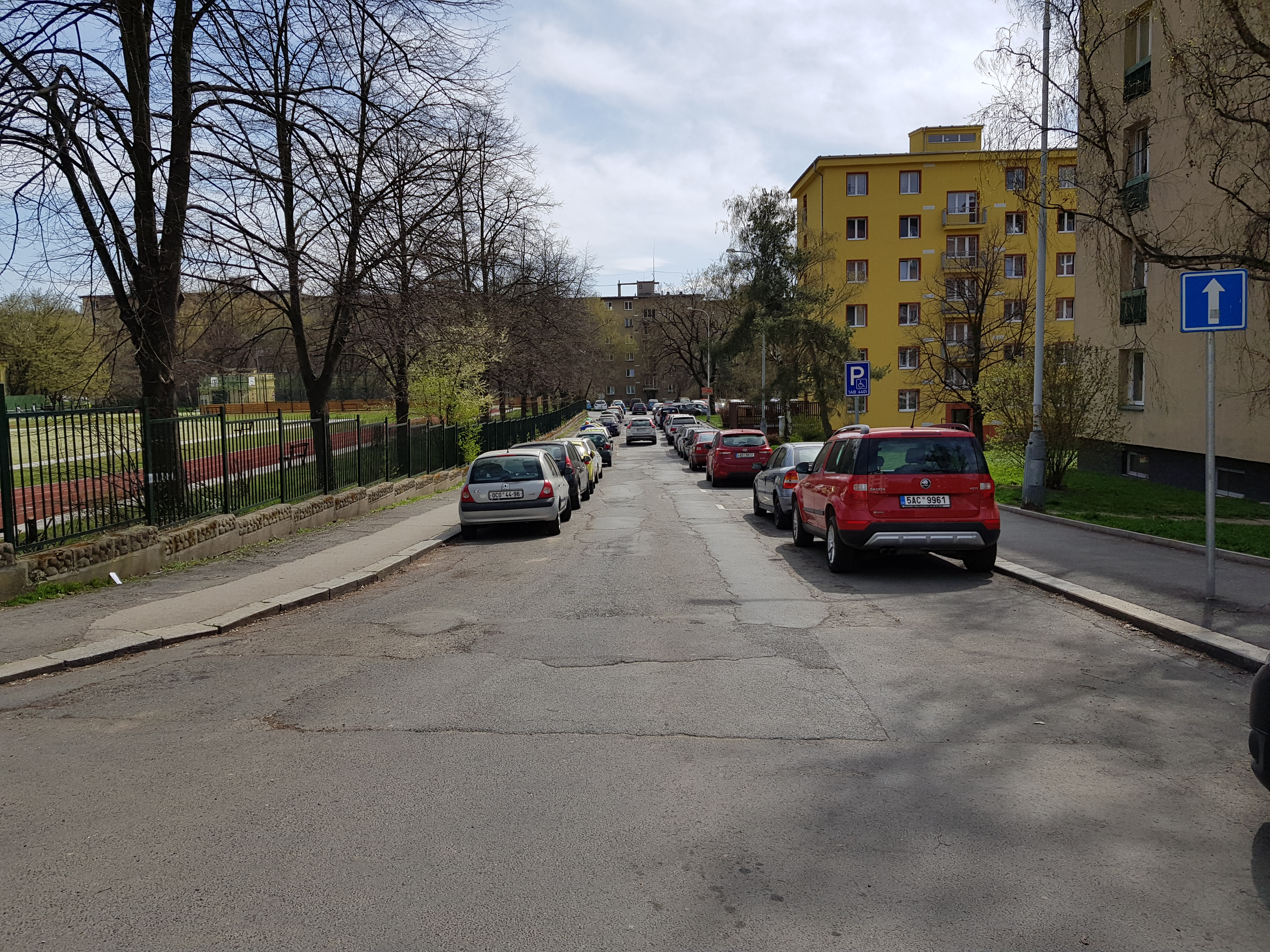
Zámečnická ulice od severu.
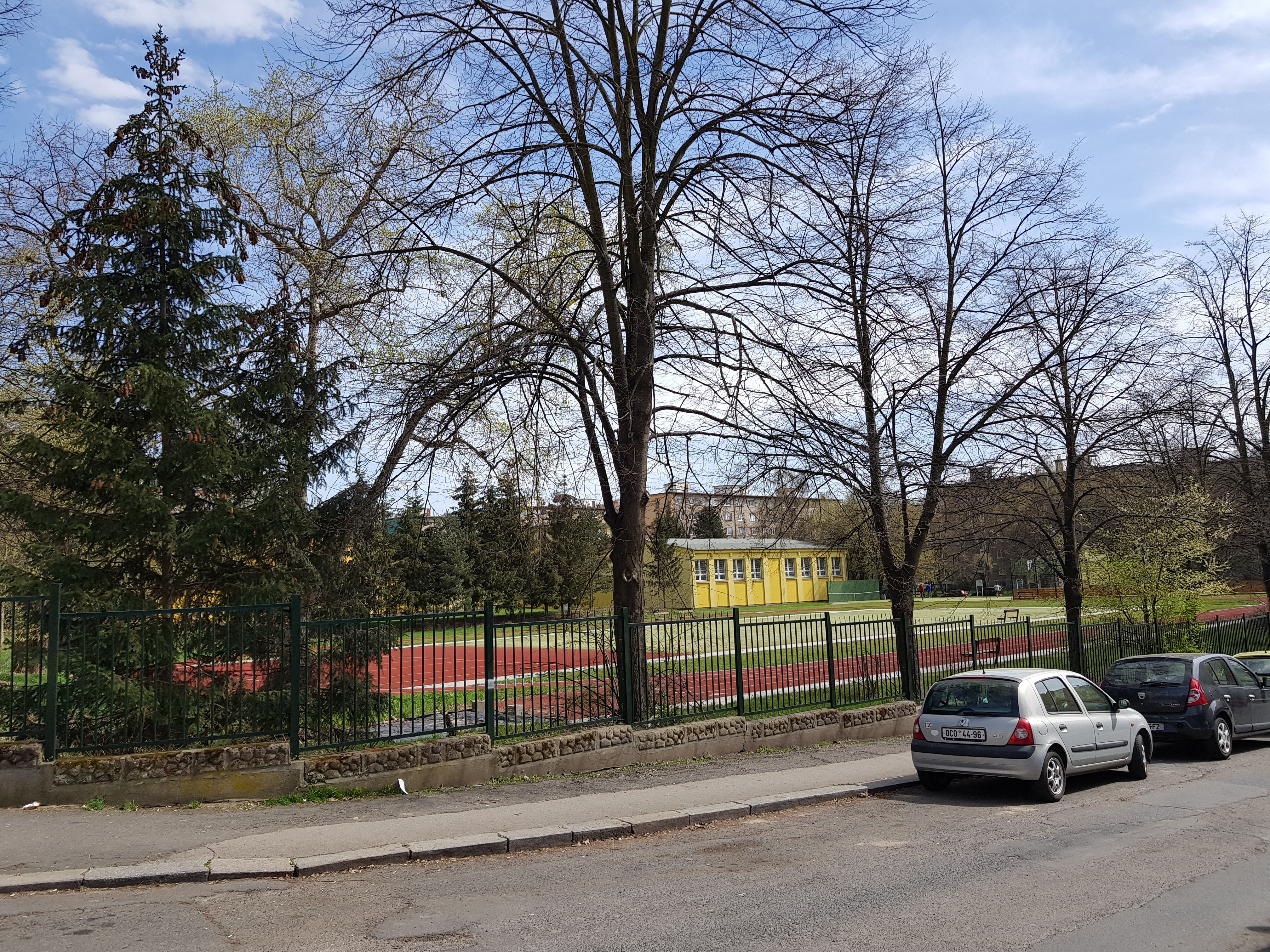
Východní stranu ulice tvoří víceúčelové hřiště ZŠ Tolerance.